# (34548) 2000 SY237
2000 SY237 (asteroide 34548) é um asteroide da cintura principal. Possui uma excentricidade de 0.26275070 e uma inclinação de 10.78917º.
Este asteroide foi descoberto no dia 25 de setembro de 2000 por LINEAR em Socorro.